# Oberhausen an der Appel
Pour les articles homonymes, voir Oberhausen.
Oberhausen an der Appel est une municipalité allemande située dans le land de Rhénanie-Palatinat et l'arrondissement du Mont-Tonnerre.